# Анастас Тодоров
Анастас Тодоров Анастасов е български учител, ветеринарен лекар и учен откривател.

## Биография
Роден е на 2 ноември 1892 г. в Търговище, в семейството на Керка и Тодор Анастасов Радев – гайтанджия. Основното си образование получава в Търговище, а през учебната 1910/1911 г. завършва държавната мъжка гимназия „Йосиф I“ в Разград. През 1912 г. заминава да учи ветеринарна медицина в Торино, Италия. Поради обявяване на Балканската война се връща и постъпва като доброволец. През следващите две години отново е студент, но е принуден да прекъсне обучението си поради Първата световна война. Включва се в 12-а дивизионна ветеринарна лечебница. В учебната 1919/1920 година е учител в непълната смесена гимназия в Осман пазар. Трудовата си кариера започва с няколкомесечен стаж като ветеринарен лекар в конезавода „Божурище“. Научната му дейност започва в Централния ветеринарно-бактериологичен институт в София. През 1924 г. д-р Анастас Тодоров полага конкурсен изпит за специализант по бактериология в чужбина и през следващата година заминава за Париж, където специализира при известния професор Вале, като същевременно посещава лекции в Пастьоровия институт. Директор е на Районния ветеринарно-бактериологичен институт в Стара Загора от откриването му през 1931 до 1942 г., като организира ветеринарното дело в Стара Загора и в Южна България. От 1942 г. до 1944 г. е директор на Централния ветеринарно-бактериологичен институт в София.
Умира на 22 октомври 1944 г. в болницата във Велико Търново, където е евакуиран институтът. Причина за смъртта му е сепсис, развил се вследствие инфекция, получена при злополука в лабораторията, където се приготвя ваксина против червенката по свинете.
Автор е на 42 научни разработки и статии. Изработва българска ваксина против чумата и червенката по свинете. Посвещава много време на противотуберкулозния имунитет, на противоантраксната ваксинация, както и на профилактиката на кокошата холера. Той е един от първите инициатори за производството на противочумен серум. От 1926 г. е член-кореспондент на дружеството на практикуващите ветеринари, а от 1936 г. – на френското дружество по сравнителна патология.
Личният му архив се съхранява във фонд 505К в Държавен архив – Търговище. Той се състои от 77 архивни единици от периода 1905 – 2003 г.